# Zaid
Zaid (auch Zayd, Zeid, Zayed, Seyd; arabisch زيد, DMG Zayd) ist ein gebräuchlicher arabischer Name (ism), der Wachstum, Vergrößerung bedeutet. Der im Islam bekannteste Namensträger ist Zaid ibn Hāritha (زيد بن حارثة / Zayd ibn Ḥāriṯah), der Adoptivsohn Mohammeds; er ist auch der einzige der Gefährten Mohammeds, der Sahaba, der im Koran namentlich erwähnt wird.
Wegen der uneinheitlichen lateinischen Umschrift kann der Name Zaid leicht mit dem Namen Said (سعيد / Saʿīd) oder dem Ehrentitel Sayyid (سيّد / Sayyid) verwechselt werden, die sich im Arabischen deutlich voneinander unterscheiden.

## Bekannte Namensträger
- Zaid ibn Thabit, persönlicher Schreiber Mohammeds
- Zaid ibn Ali, letzter Imam der Fünferschiiten
- Adi bin Zaid (ca. 550–600), arabischer Lyriker

sowie
- Mark Zaid, US-amerikanischer Rechtsanwalt in Washington, D.C. mit Schwerpunkt auf Nationalem Sicherheitsrecht

Andere Personen tragen einen Beinamen, in dem der Name Zaid vorkommt; „Abu Zaid“ oder „Abizaid“ bedeutet hier „Vater von Zaid“:
- Abū Zaid al-Balchī (849/850–934), persischer Geograph und Kartograph

- Hikmat Abu Zayd (1922/23–2011), ägyptische Politikerin
- Nasr Hamid Abu Zaid (1943–2010), ägyptischer Literaturwissenschaftler
- Abu Zaid Umar Durda (1944–2022), Premierminister von Libyen
- John Abizaid (* 1951), General der US Army

- Salah Abu Zaid (* 1923), jordanischer Politiker und Diplomat

Personen mit dem Patronym „ibn Zaid“ oder „bint Zaid“ („Sohn“ bzw. „Tochter des Zaid“) sind unter anderem:
- Raihana bint Zaid ibn Amr, Sklavin Mohammeds